# B&F FK 9
Die B&F FK 9 ist ein populäres dreiachsgesteuertes Ultraleichtflugzeug der Speyerer Firma B&F Technik Vertriebs GmbH. Der Schulterdecker in CFK-Gemischtbauweise mit Stahlrohr wird inzwischen in der vierten Version produziert. In den USA ist diese Version als Light Sport Aircraft bis 540 kg (560 kg als Wasserflugzeug) zugelassen.
Erhältlich ist das Flugzeug mit verschiedenen Motorvarianten von 65 bis 102 PS, vom Wankelmotor und dem üblicheren 912er Rotax-Motor bis zum Smart-Motor (geringerer Verbrauch bei leicht höherem Gewicht). Als deutsche Konstruktion von Peter Funk wird das Flugzeug in Polen und Brasilien gefertigt und ist inzwischen in der ganzen Welt verbreitet. Eingesetzt wird es für den Reiseflug, die Flugausbildung und zum Schleppen von Segelflugzeugen oder Bannern.
Als Nachrüstsatz bietet der Smart-Ausrüster Ecofly einen 60-PS-Dieselmotor mit vergleichbarem Drehmoment an, der ebenfalls vom Smart (OM660) abgeleitet ist.

## Technische Daten

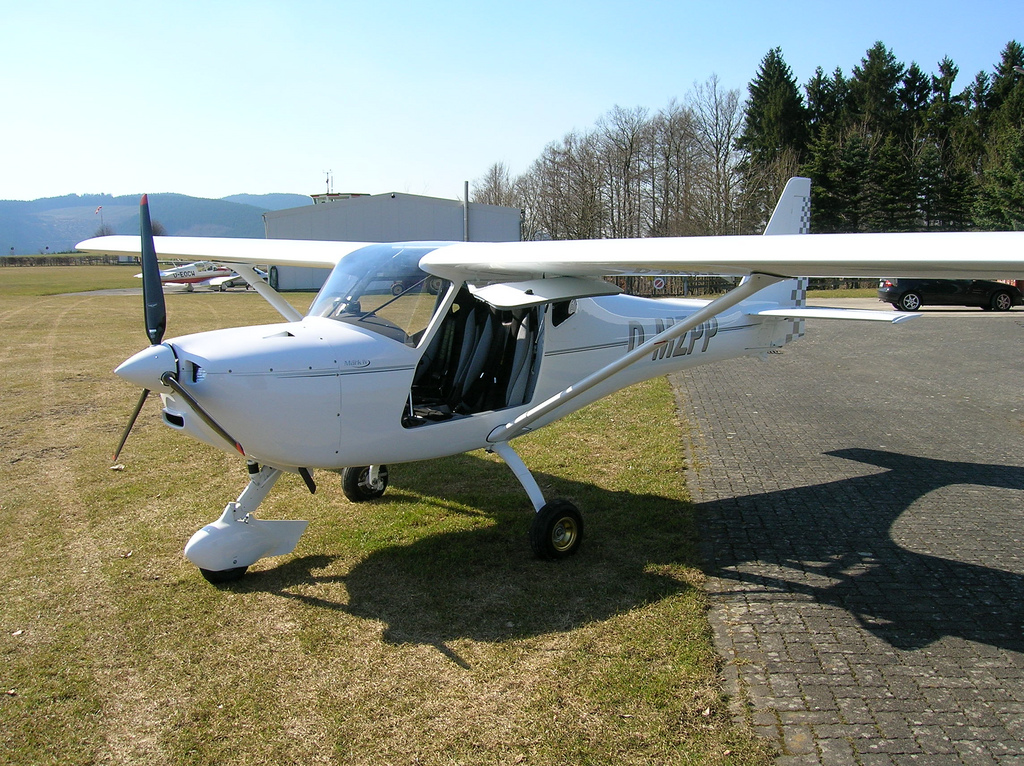
FK 9 Mark IV shortwing

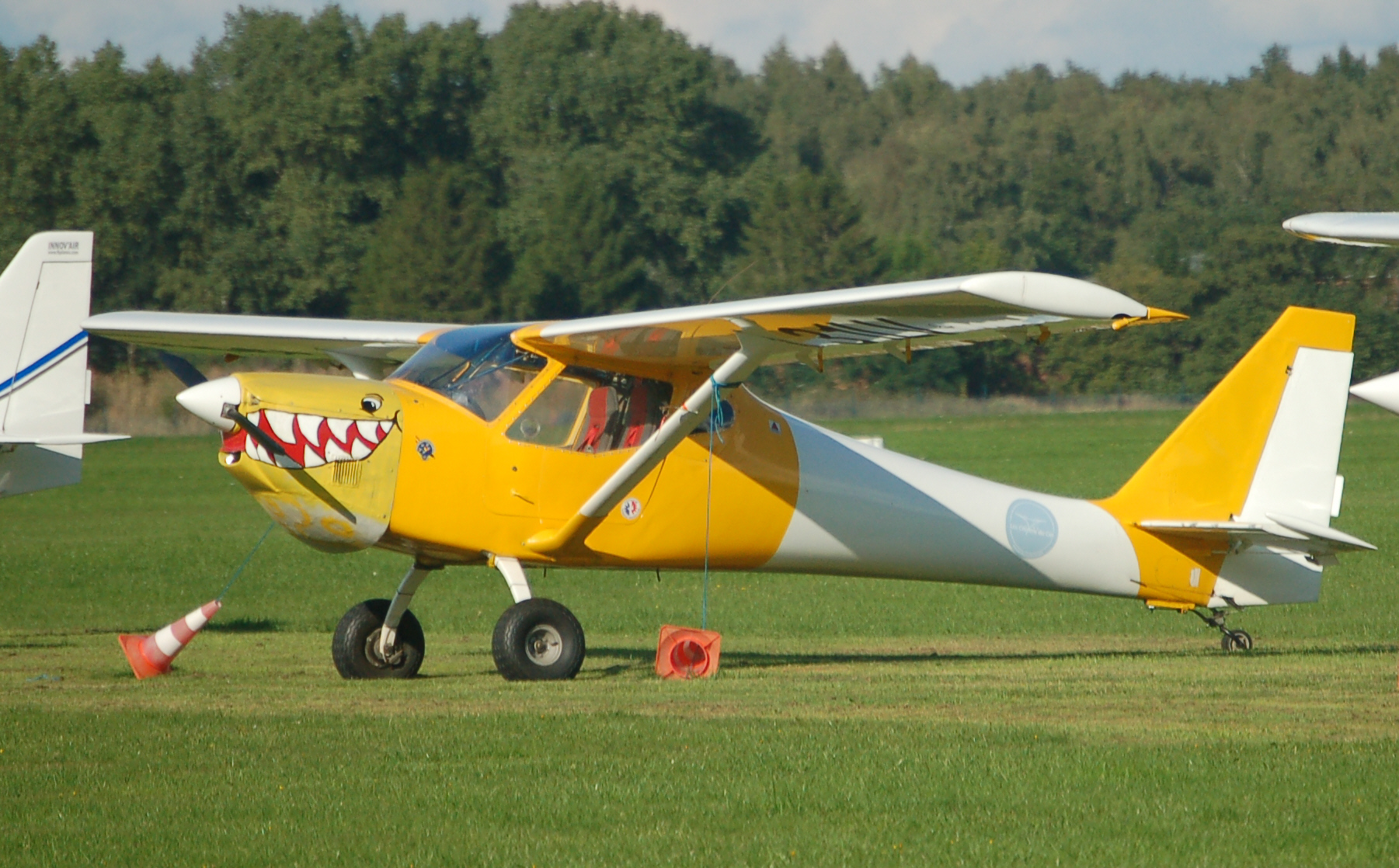
Eine FK 9 mit Spornrad

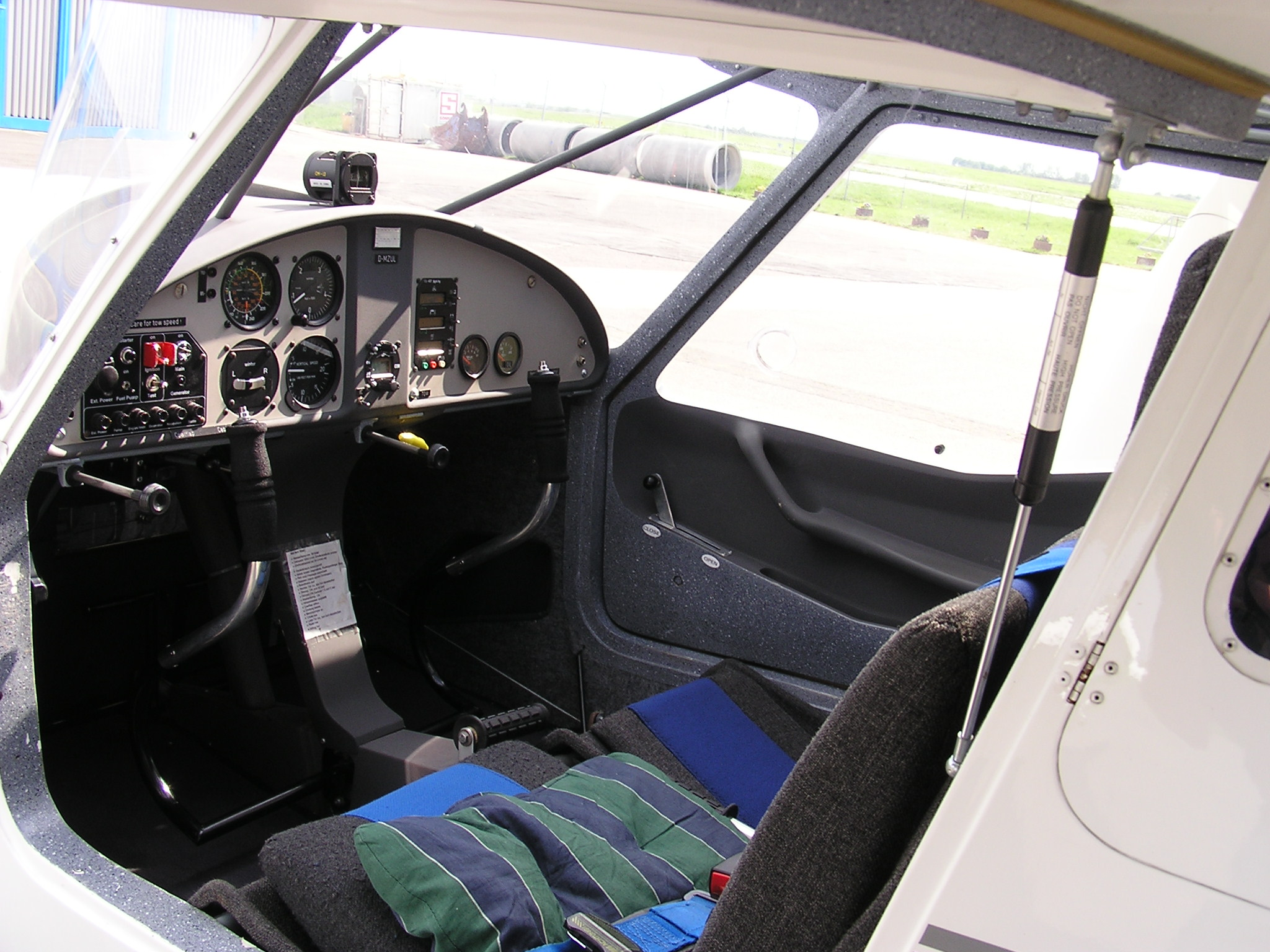
Blick ins Cockpit einer FK 9

| Kenngröße                                       | Daten B&F FK 9 Mark IV                                |
| ----------------------------------------------- | ----------------------------------------------------- |
| Einsatzgebiet                                   | Schul-, Schlepp-, STOL- und Reise-Flugzeug            |
| Sitze                                           | 2                                                     |
| Länge                                           | 5,85 m                                                |
| Spannweite                                      | 9,85 m                                                |
| Höhe                                            | 2,15 m (Bugrad)                                       |
| Fahrwerksanordnung                              | Spornrad- bzw. Bugradfahrwerk                         |
| Zuladung                                        | ca. 200 kg (Pilot, Passagier, Gepäck und Treibstoff)  |
| bestes Steigen                                  | 5–7,5 m/s (1500 ft/min)                               |
| Bauweise                                        | CfK-beplankter Stahlrohrrahmen                        |
| Reisegeschwindigkeit (75 % Leistung)            | 180 km/h (vNE 215–230 km/h)                           |
| max. Startmasse                                 | 472,5 kg mit UL Zulassung (technisch möglich: 580 kg) |
| Leermasse                                       | ab 273,4 kg                                           |
| Tankinhalt                                      | 60 l (bis zu 100 l mit Zusatztanks)                   |
| Überziehgeschwindigkeit (bei 472,5 kg)          | 65 km/h                                               |
| Startstrecke (bei 472,5 kg)                     | etwa 100 m                                            |
| Startstrecke über 15 m Hindernis (bei 472,5 kg) | etwa 200 m                                            |
| Dienstgipfelhöhe                                | bis 4877 m (16.000 ft)                                |
| max. Lastvielfache                              | +4 g/−2 g (nachgewiesen bis +6,1 g/−3 g bei 540 kg)   |